# Episodi di Snowpiercer (terza stagione)
La terza stagione della serie televisiva Snowpiercer è andata in onda negli Stati Uniti sul canale TNT, dal 24 gennaio al 28 marzo 2022.
A livello internazionale la stagione è stata pubblicata sulla piattaforma di streaming Netflix dal 24 gennaio al 29 marzo 2022.
| nº | Titolo originale          | Titolo italiano           | Prima TV USA     | Pubblicazione Italia |
| -- | ------------------------- | ------------------------- | ---------------- | -------------------- |
| 1  | The Tortoise and the Hare | La lepre e la tartaruga   | 24 gennaio 2022  | 24 gennaio 2022      |
| 2  | The Last to Go            | Se n'è andato per ultimo  | 31 gennaio 2022  | 31 gennaio 2022      |
| 3  | The First Blow            | Il primo colpo            | 7 febbraio 2022  | 7 febbraio 2022      |
| 4  | Bound by One Track        | Uniti da un unico binario | 14 febbraio 2022 | 14 febbraio 2022     |
| 5  | A New Life                | Una nuova vita            | 21 febbraio 2022 | 21 febbraio 2022     |
| 6  | Born to Bleed             | Nato per sanguinare       | 28 febbraio 2022 | 1 marzo 2022         |
| 7  | Ouroboros                 | Uroboro                   | 7 marzo 2022     | 8 marzo 2022         |
| 8  | Setting Itself Right      | Per il verso giusto       | 14 marzo 2022    | 15 marzo 2022        |
| 9  | A Beacon for Us All       | Un faro per tutti noi     | 21 marzo 2022    | 22 marzo 2022        |
| 10 | The Original Sinners      | I peccatori originali     | 28 marzo 2022    | 29 marzo 2022        |

## La lepre e la tartaruga
- Titolo originale: The Tortoise and the Hare
- Diretto da: Christoph Schrewe
- Scritto da: Graeme Manson e Aubrey Nealon

### Trama
Nei sei mesi sotto la guida di Wilford, tutti sulla Big Alice sono costretti a lavorare in condizioni difficili e al gelo a causa della poca potenza disponibile. Con l'aiuto di Pike, Ruth guida la resistenza di nascosto. Si viene a sapere che Javi è ancora vivo e lavora come ingegnere per la Big Alice. Sullo Snowpiercer il gruppo di Layton non ha trovato un luogo abitabile nonostante i dati forniti da Melanie. Durante la ricerca in Corea del Nord, Bennett cade da un tetto in una centrale nucleare, costringendo Layton e Josie a intervenire per salvarlo. A causa di problemi con il motore, Till e Alex sono costretti a ripartire e tornare più tardi, ma Audrey e il clandestino Martin Colvin tentano di costringere Alex a incontrarsi di nuovo con la Big Alice per consegnare il treno a Wilford. Sykes si rifiuta di aiutare Audrey e Martin, così Till li riesce a sopraffare e convince Alex a non rinunciare alla speranza. In attesa del ritorno di Josie, Layton scopre una sopravvissuta nell'edificio e, dopo essere svenuto per mancanza di energia, ha una visione di un albero ancora vivo in Africa. Dopo aver ricaricato la sua tuta nel bunker, Layton torna sul treno con la sopravvissuta.

## Se n'è andato per ultimo
- Titolo originale: The Last to Go
- Diretto da: Christoph Schrewe
- Scritto da: Marisha Mukerjee
- attore fidone wiuglim

### Trama
Sullo Snowpiercer, l'equipaggio di Layton decide di mettersi in contatto con la Big Alice prima di dirigersi verso l'ultima postazione mostrata dai dati di Melanie: il Corno d'Africa. Layton scopre che quello nella sua visione è l'albero del sangue di drago che cresce solo nel Corno d'Africa e lo prende come segno di buon auspicio. La sopravvissuta salvata si chiama Asha e spiega di essere l'ultima di un gruppo di scienziati e delle loro famiglie che si erano rifugiati nella centrale nucleare nordcoreana usando la sua energia residua per sopravvivere. Sulla Big Alice, durante la cerimonia di matrimonio di LJ e Oz, Ruth scopre che Kevin, Javi e Wilford stanno preparando un'arma a impulsi elettromagnetici per bloccare lo Snowpiercer. Ruth raduna Pike, Lights e Strong Boy per bloccare l'arma e far guadagnare tempo. Il dispositivo attivato accidentalmente viene lanciato fuori dal treno, rivelando la posizione della Big Alice allo Snowpiercer. Mentre Wilford si prepara a congelare il braccio di Ruth per punizione, lo Snowpiercer torna improvvisamente su un binario parallelo; Wilford e la resistenza si preparano entrambi per la battaglia.

## Il primo colpo
- Titolo originale: The First Blow
- Diretto da: Erica Watson
- Scritto da: Tina de la Torre

### Trama
Lo Snowpiercer attira la Big Alice in uno scalo ferroviario, perdendo quattro carrozze che deragliano a causa di un attacco di Wilford mentre Strong Boy e molti altri rivoluzionari vengono catturati e torturati da Kevin. Con l'aiuto di Pike e Ruth (che segnalano la propria posizione), lo Snowpiercer riesce a tagliare la via di fuga del Big Alice e Layton si intrufola a bordo della locomotiva con l'aiuto di Josie e Javi, costringendo Wilford a consegnargli il treno. Wilford viene imprigionato mentre lo Snowpiercer e la Big Alice vengono riconnessi, anche se Wilford si aspetta che la leadership di Layton alla fine fallirà di nuovo. Dopo che Strong Boy è stato torturato a morte, LJ uccide Kevin per trovarsi dalla parte giusta della rivoluzione. In seguito, Till e il dottor Pelton salvano Roche e la sua famiglia, salvo scoprire che la moglie di Roche era morta nei cassetti. Layton decide di mettere ai voti la decisione di andare nel Corno d'Africa, ma per convincere i passeggeri fa in modo che Asha menta dicendo di provenire dal New Eden. L'esito della votazione è ovviamente favorevole e lo Snowpiercer fa rotta verso il Corno d'Africa verso quella che, a quanto si sappia, è la tratta più pericolosa.

## Uniti da un unico binario
- Titolo originale: Bound by One Track
- Diretto da: Leslie Hope
- Scritto da: Renée St. Cyr

### Trama
Lo Snowpiercer si imbatte in tre carrozze della Big Alice che sono scollegate dalla locomotiva e su cui Alex e Bennett devono salire per staccare i morsetti; le carrozze contengono i corpi delle persone che Wilford aveva abbattuto anni prima, incluso l'amico di Alex, Shilo.  Durante questo periodo, Alex e Wilford sono perseguitati da visioni di Melanie; Javi, alla guida del treno, è a sua volta perseguitato dalle allucinazioni del cane di Wilford. Quando si presenta un problema, Layton è costretto a chiedere aiuto a Wilford, ma Roche riduce Wilford in fin di vita per vendicare la morte di sua moglie.  Affrontando i suoi sentimenti contrastanti su Wilford, Alex usa ciò che lui le ha insegnato per risolvere il problema da sola; in seguito visita un Wilford, che è in via di guarigione.
Nel frattempo Asha lotta con il senso di colpa del sopravvissuto, mentre Ruth e Pike iniziano una storia d'amore. Layton apprende dal dottor Pelton e dalla signora Headwood che Wilford ha fatto eseguire agli Headwood la terapia genica sperimentale sul suo bambino non ancora nato in modo da dargli un'immunità al freddo simile a quella di Josie; Layton è furioso quando Zarah ammette di aver acconsentito alla procedura, ma alla fine della giornata torna nella loro carrozza.

## Una nuova vita
- Titolo originale: A New Life
- Diretto da: Erica Watson
- Scritto da: Adam Starks

### Trama
Mentre Zarah inizia il travaglio, si verificano una serie di attacchi terroristici contro Layton:  si tratta di una serie di incendi dolosi, causati dall'uso di etanolo, oltre che una bomba del vagone dei semi. Si scopre dietro tutto ciò c'è Pike che sta cercando di assassinare Layton in quanto preferisce Ruth come leader e incolpa lo stesso Layton per le persone morte nella rivolta. Le ultime ore di travaglio presentano delle complicazioni: a causa delle modifiche genetiche apportate al feto il corpo di Zarah si raffredda, ma lei dà ugualmente alla luce Liana Layton, la cui nascita è annunciata a tutto lo Snowpiercer.
Nel frattempo, Bennett fa lavorare insieme Javi e Sykes per progettare nuovi sistemi di supporto vitale finalizzati al supporto della futura colonia; Javi e Sykes legano tra di loro anche sulla base del trauma reciproco dovuto al lavoro per Wilford. Josie sperimenta un inaspettato aumento della superficie del corpo che è insensibile al dolore come effetto collaterale del trattamento contro il freddo; intanto lei e Bennett legano sempre più e hanno infine un rapporto sessuale. Wilford, che si sta riprendendo dal coma, vive gli incubi dei suoi peccati passati mentre è sotto l'effetto del farmaco in sospensione. Durante questo periodo, Alex tenta di stimolare la mente di Wilford leggendogli dei brani.